# Hành hạ vú

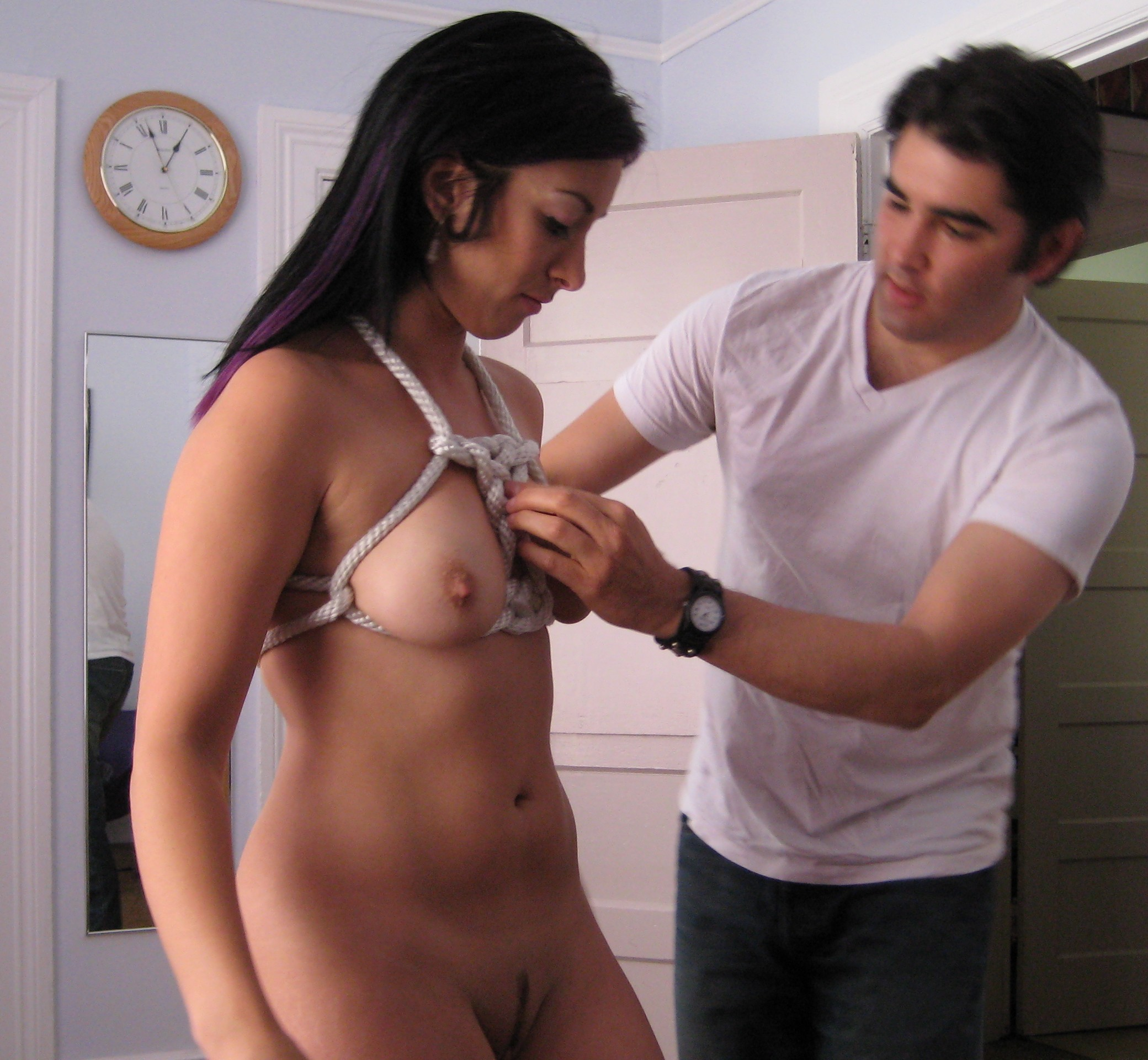
Buộc vú để hành hạ

Hành hạ vú hay tra tấn vú là một là một hoạt động tình dục BDSM liên quan đến việc áp dụng các cách làm đau đớn vú.
Các núm vú là một phần của vú thường được sử dụng cho loại hình hoạt động này. Gây đau thường được tiến hành bằng kẹp núm vú, một loại đồ chơi tình dục có thể được gắn vào núm vú cương cứng để véo chúng và hạn chế lưu lượng máu đến chúng bằng áp lực. Khi kẹp núm vú được loại bỏ, đau hơn nữa là do sự trở lại của lưu lượng máu bình thường. Núm vú của nam giới cũng như phụ nữ có thể được làm theo cách như vậy.
Việc dùng tĩnh điện cho hoạt động tình dục của vú cũng được thực hiện mặc dù có thể có nguy cơ bị điện giật.
Ở phụ nữ, toàn bộ bộ ngực cũng có thể liên quan đến các hoạt động đau đớn như chơi sáp nến, đánh đòn, co bóp hay làm phồng.
Người tiếp nhận hành hạ vú có thể nhận được niềm vui thể xác trực tiếp thông qua khổ dâm, hoặc niềm vui cảm xúc thông qua nhục dâm, hoặc diễn một vở kịch làm hài lòng bạn tình trong vai trò "kẻ thống trị" tình dục một cách tàn bạo.
Lưu ý rằng phần nhiều các loại tình dục này, như hành hạ âm hộ phụ nữ và hành hạ dương vật và tinh hoàn nam giới đều mang lại rủi ro về sức khỏe. Phòng ngừa đầy đủ là cần thiết để ngăn ngừa chấn thương hoặc mất lưu lượng máu.

## Thư viện ảnh

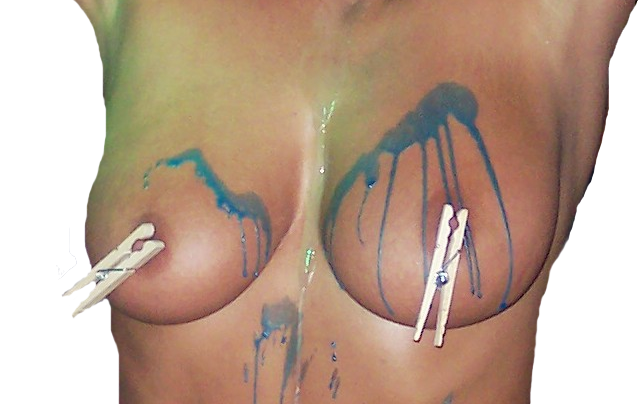
Tra tấn vú bằng sáp nến và kẹp quần áo
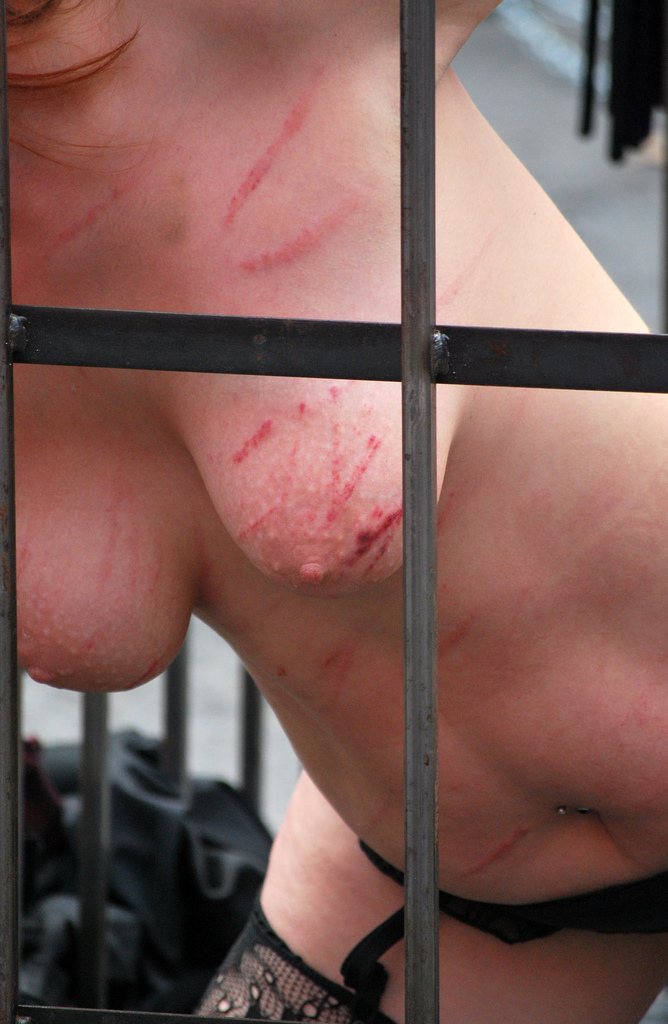
Vết đỏ trên ngực sau khi được đóng hộp
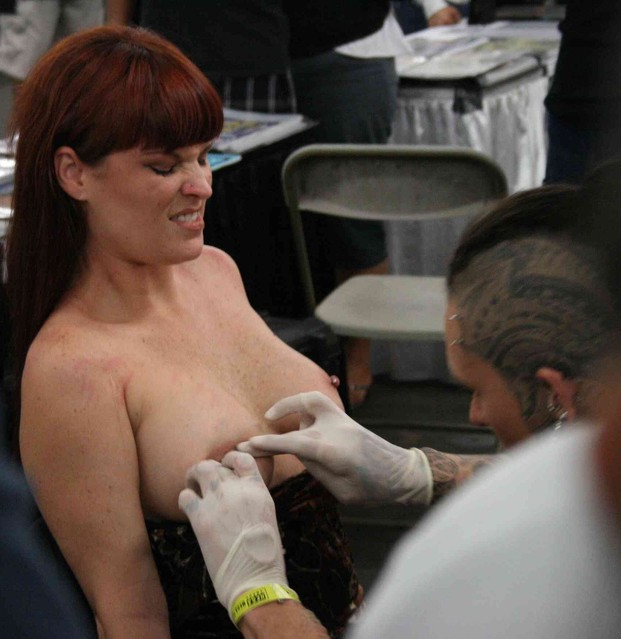
Xỏ núm vú bằng kim